# Palles
Les Palles, ou « ruisseau des Palles » ou « ruisseau du Rio Brulé » est un cours d'eau français, qui coule dans les départements de la Creuse et de l'Indre, en régions Centre-Val de Loire et Nouvelle-Aquitaine.
C'est un affluent de l'Indre, donc un sous-affluent de la Loire.

## Géographie

### Cours
Le cours d'eau à une longueur de 15,48 km.
Il prend sa source dans le département de la Creuse, à 481 m d'altitude, sur le territoire de la commune de Bussière-Saint-Georges, puis s'écoule vers le nord-ouest.
Son confluent avec l'Indre, se situe dans le département de l'Indre, à 251 m d'altitude, sur le territoire de la commune de Sainte-Sévère-sur-Indre,.

### Départements et communes traversés
La rivière traverse six communes situés dans les départements de la Creuse et de l'Indre,.

#### Creuse (23)
- Bussière-Saint-Georges

#### Indre (36)
- Pérassay
- Sainte-Sévère-sur-Indre
- Sazeray
- Vigoulant
- Vijon

### Bassin versant
Les bassins hydrographiques sont découpés dans le référentiel national BD Carthage en éléments de plus en plus fins, emboîtés selon quatre niveaux : régions hydrographiques, secteurs, sous-secteurs et zones hydrographiques.
Les Palles traverse les trois zones hydrographiques suivantes :
- l'Indre de sa source au rau des Palles ;
- rau des Palles & ses affluents ;
- l'Indre du rau des Palles à l'Igneraie.

Il s'insère dans les zones hydrographiques « Rau des Palles & ses affluents ; », au sein du bassin DCE plus large « La Loire, les cours d'eau côtiers vendéens et bretons ».

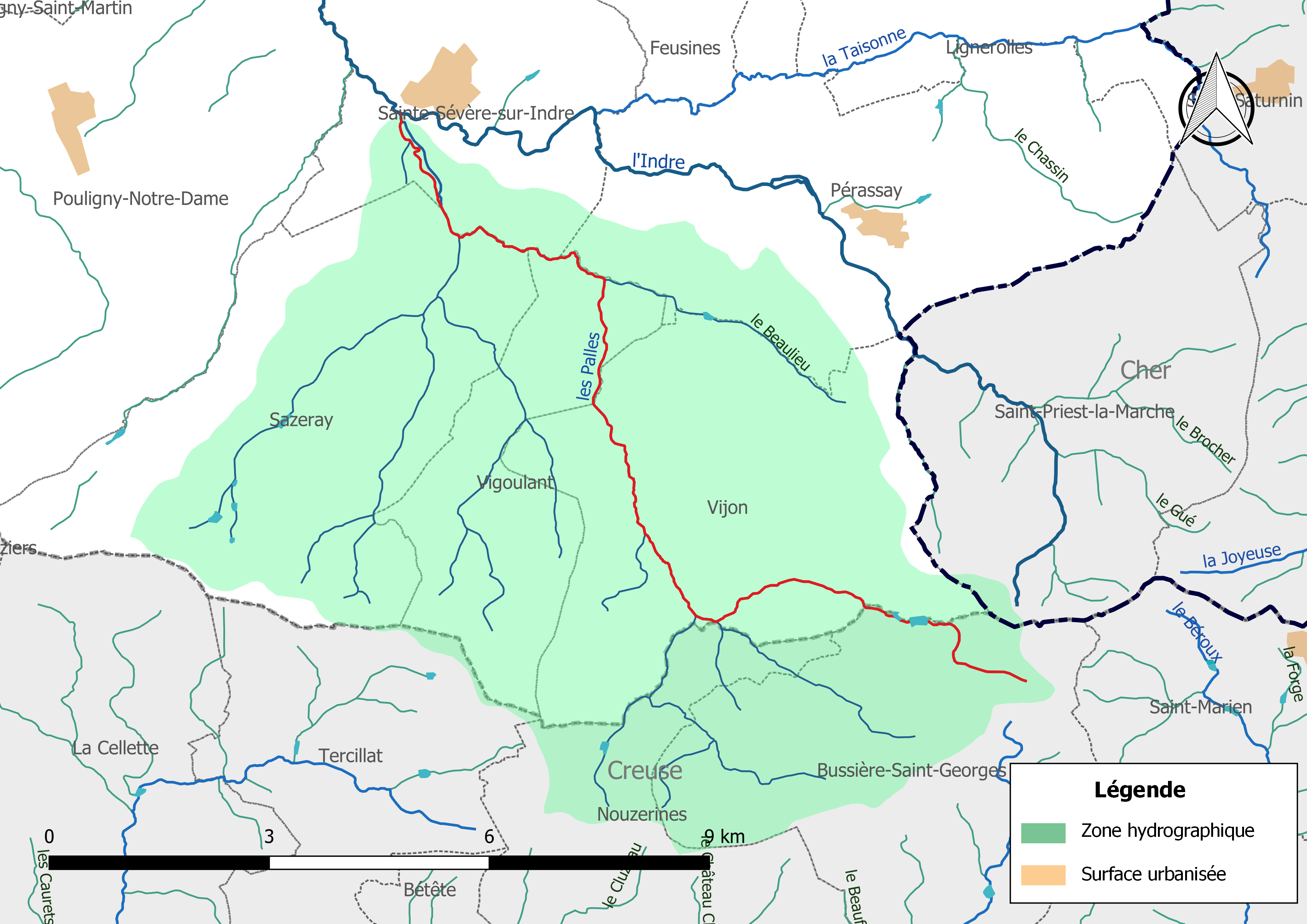
Les Palles (en rouge) et la zone hydrographique dans laquelle il s'insère.
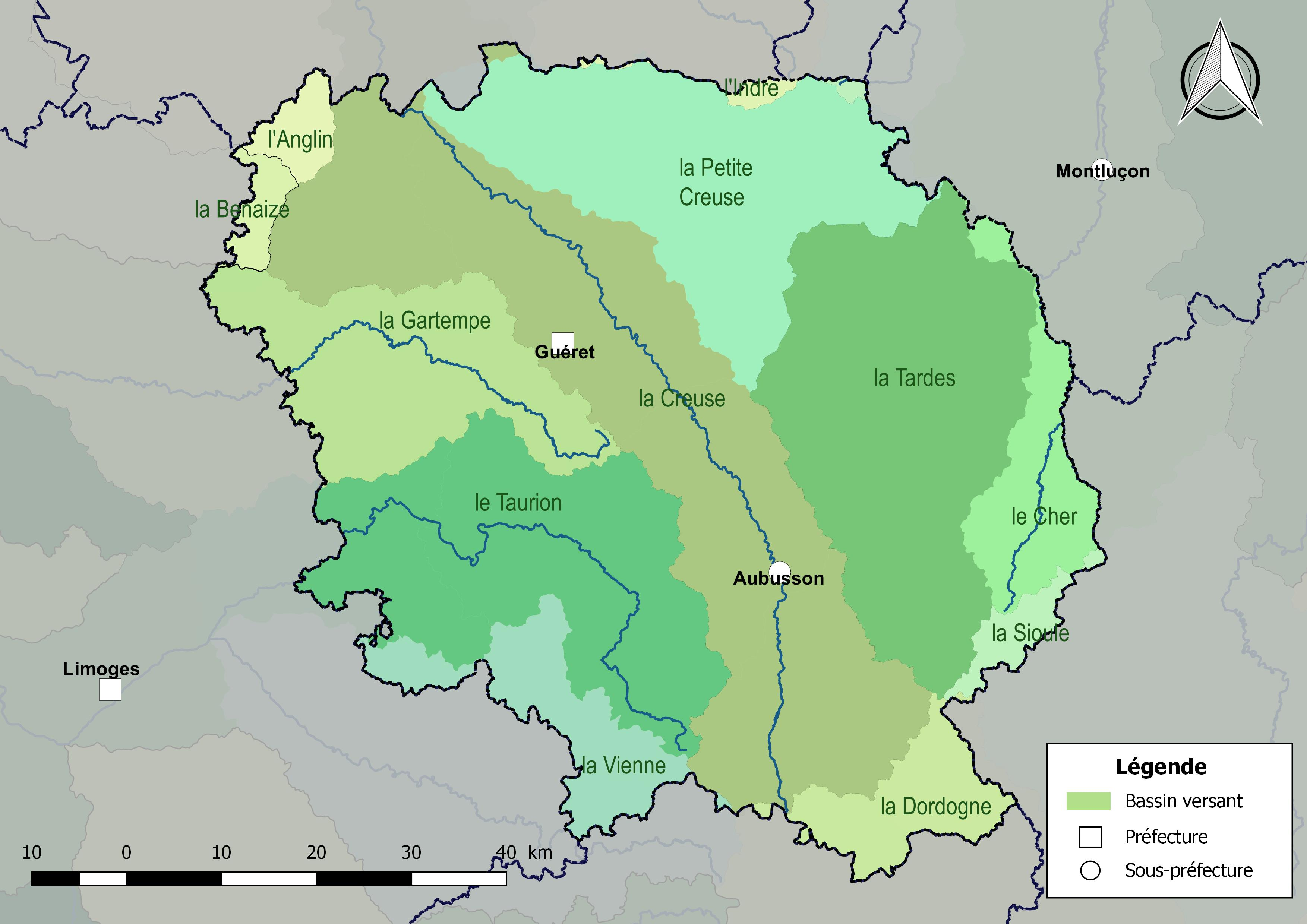
Les principaux bassins versants du département de la Creuse.
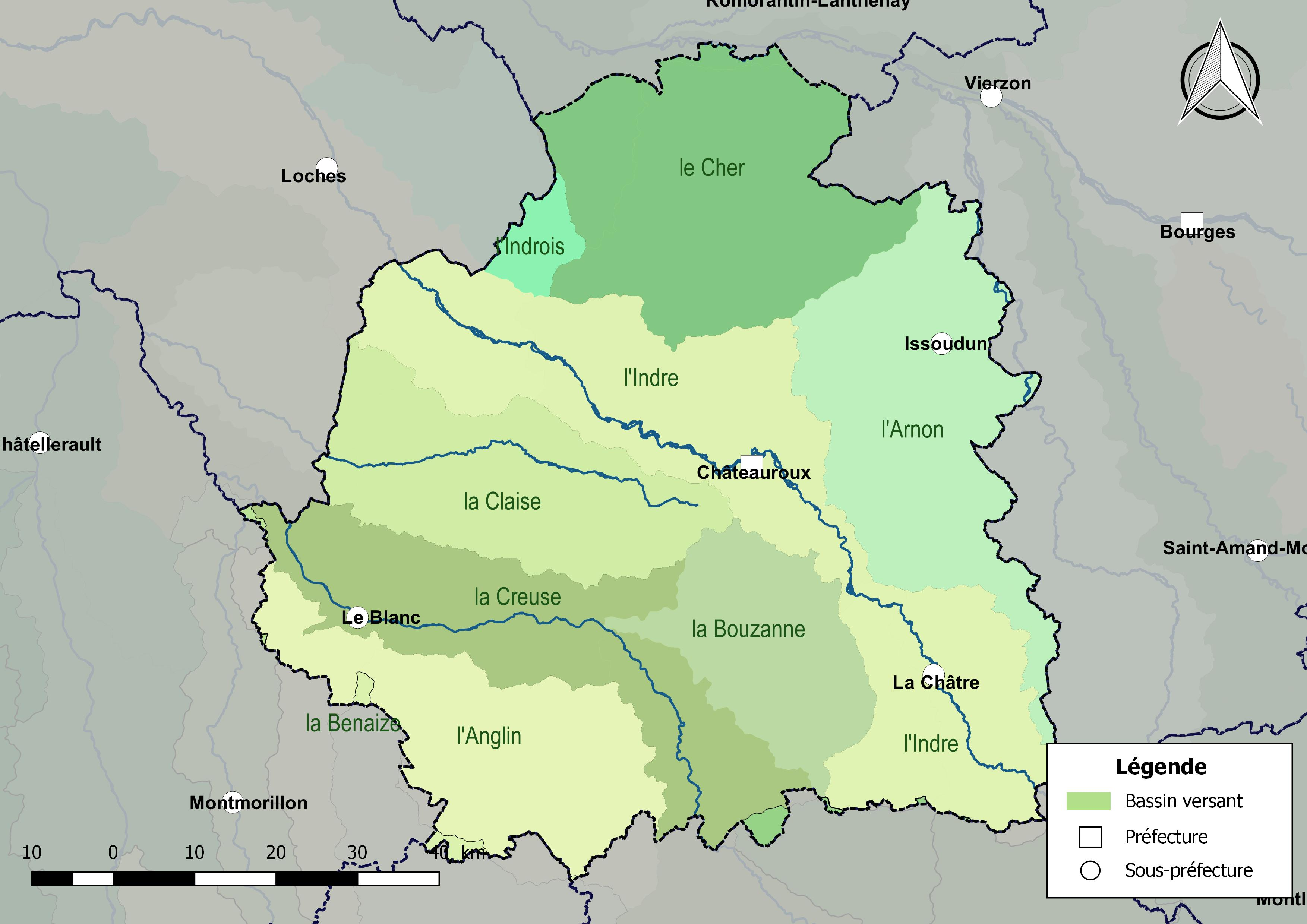
Les principaux bassins versants du département de l'Indre.

#### Échelle du bassin
En France, la gestion de l’eau, soumise à une législation nationale et à des directives européennes, se décline par bassin hydrographique, au nombre de sept en France métropolitaine, échelle cohérente écologiquement et adaptée à une gestion des ressources en eau. Les Palles est sur le territoire du bassin Loire-Bretagne et l'organisme de gestion à l'échelle du bassin est l'agence de l'eau Loire-Bretagne.

## Affluents
Les Palles possède six affluents.
| Noms                       | km |
| -------------------------- | -- |
| Le Rio Brûlé               | 6  |
| Ruisseau de la Gâne au Rey | 3  |
| K7015000                   | 2  |
| K7019500                   | 1  |

| Noms                | km |
| ------------------- | -- |
| Le Beaulieu         | 4  |
| Ruisseau de Laveaud | 3  |

### Rang de Strahler
Son rang de Strahler est de quatre.

## Hydrologie

### État des masses d'eau et objectifs
Pour les cours d’eau, la délimitation des masses d’eau est basée principalement sur la taille du cours d’eau et la notion d’hydro-écorégion. Ces masses d’eau servent ainsi d’unité d’évaluation de l’état des eaux dans le cadre de la directive européenne.
Les Palles fait partie de la masse d'eau codifiée FRGR1852 et dénommée « Les Palles et ses affluents depuis la source jusqu'à la confluence avec l'Indre ».
Le schéma directeur d'aménagement et de gestion des eaux (Sdage) Loire-Bretagne est un document de planification dans le domaine de l’eau. Il définit, pour une période de six ans les grandes orientations pour une gestion équilibrée de la ressource en eau ainsi que les objectifs de qualité et de quantité des eaux à atteindre dans le bassin Loire-Bretagne. L'état des lieux 2013 défini dans la SDAGE 2016 – 2021 et les objectifs à atteindre pour cette masse d'eau sont les suivants,, :
| Code masse d'eau    | FRGR1852                                                                        |
| Libellé masse d'eau | Les Palles et ses affluents depuis la source jusqu'à la confluence avec l'Indre |

| Écologique | Biologique | Physico-chimie générale | Polluants spécifiques |
| ---------- | ---------- | ----------------------- | --------------------- |
| Bon état   | Moyen      | Bon état                | X                     |

| Écologique | Chimique | Global   |
| ---------- | -------- | -------- |
| Bon état   | Bon état | Bon état |

## Aménagements et écologie

### Milieu naturel
Les Palles et ses cours d'eau affluents à l'exception du Beaulieu de la source jusqu'à la confluence avec l'Indre sont classés dans la liste 1 au titre de l'article L. 214-17 du code de l'environnement sur le Bassin Loire-Bretagne. Du fait de ce classement, aucune autorisation ou concession ne peut être accordée pour la construction de nouveaux ouvrages s'ils constituent un obstacle à la continuité écologique et le renouvellement de la concession ou de l'autorisation des ouvrages existants est subordonné à des prescriptions permettant de maintenir le très bon état écologique des eaux.
Le cours d'eau est de première catégorie.

#### Réserve biologique
Un cours d’eau est considéré comme réserve biologique lorsqu'il comprend une ou plusieurs zones de reproduction ou d’habitat des espèces de phytoplanctons, de macrophytes et de phytobenthos, de faune benthique invertébrée et l’ichtyofaune, et permet leur répartition dans un ou plusieurs cours d’eau du bassin versant. Les réservoirs biologiques, nécessaires au maintien ou à l’atteinte du bon état écologique des cours d’eau, correspondent donc :
- à un tronçon de cours d’eau ou annexe hydraulique qui va jouer le rôle de pépinière, de « fournisseur » d’espèces susceptibles de coloniser une zone naturellement ou artificiellement appauvrie (réensemencement du milieu) ;
- à des aires où les espèces peuvent accéder à l’ensemble des habitats naturels nécessaires à l’accomplissement des principales phases de leur cycle biologique (reproduction, abri-repos, croissance, alimentation).

Dans le cadre des travaux préparatoires à l'élaboration de ce classement au sein du SDAGE Loire-Bretagne 2016-2021, Les Palles et ses affluents depuis la source jusqu'à sa confluence avec l'Indre, sont répertoriés comme réserve biologique, sous l'identifiant RESBIO_672. Les espèces présentes sont : l'écrevisse à pattes blanches et la truite fario.